# Asswehly Sports Club
L'Asswehly Sports Club (in arabo نادي السويحلي الرياضي‎?) è una società calcistica libica con sede a Misurata. 
Il club disputa la Prima Lega libica.

## Storia
L'Asswehly Sports Club è stato fondato il 28 maggio 1944. Il club forma una polisportiva le cui squadre competono in diversi sport tra cui: calcio, calcio a 5, pallacanestro, pallamano e pallavolo, in cui  ha vinto diversi titoli nazionali.